# Герб Яркого Поля (Кіровський район)
Герб Яркого Поля — офіційний символ-герб села Ярке Поле (Кіровського району АРК), затверджений рішенням Яркополенської сільської ради № 480 від 11 грудня 2008 року.

## Опис
У золотому полі синя ліва перев'язь, на якій золотий колос, супроводжуваний праворуч золотим яблуком, а зліва — золотим виноградним гроном з двома золотими листками. У верхньому полі синя емблема авіації (крилатий гвинт літака), в нижньому полі шість рядів синіх вузьких шипоподібних, що не досягають країв, поясів.

## Символіка
Жителі села вирощують хліб, виноград, відроджують садівництво, що відображено в гербі колосом, яблуком і виноградною гілкою. На території сільради знаходиться знаменитий аеродром випробувального центру і одне з головних багатств Кримського степу — водні джерела, на що вказує в гербі емблема авіації і сині хвилі.
Золотий колір символізує багатство, повагу, великодушність і процвітання, синій — красу, відданість і мир.
Автори герба — О.Кадиров, Е.Бавотдінов.
Геральдична доробка — О.Маскевич.